# Muntiacus vaginalis
Il muntjak indiano (Muntiacus vaginalis Boddaert, 1785), noto anche come muntjak comune, muntjak rosso settentrionale (per distinguerlo da quello meridionale, M. muntjak) o con il nome locale di kakar, è la più numerosa tra tutte le specie di muntjak. Possiede un mantello morbido e breve, marroncino o grigiastro, talvolta con disegni color crema. Emette richiami simili a latrati, solitamente quando percepisce la presenza di un predatore (da cui il nome di Barking Deer, «cervo latrante», utilizzato in lingua inglese per indicare tutte le specie di muntjak).
I maschi sono muniti di piccoli palchi costituiti da un unico ramo che possono raggiungere i 15 cm di lunghezza. Essi si sviluppano ogni anno a partire da un moncone osseo situato sulla sommità del capo. I maschi sono estremamente territoriali e, malgrado le piccole dimensioni, possono essere piuttosto aggressivi. Combattono tra loro per il territorio utilizzando i palchi o i più pericolosi canini superiori a forma di zanna, con cui riescono a difendersi da predatori come i cani.

## Tassonomia
Attualmente ne vengono riconosciute nove sottospecie:
- M. v. vaginalis Boddaert, 1785 (Myanmar e Cina sud-occidentale);
- M. v. annamensis Kloss, 1928 (Vietnam, Laos e Cambogia);
- M. v. aureus C. H. Smith, 1826 (India peninsulare);
- M. v. curvostylis Gray, 1872 (Thailandia);
- M. v. guangdongensis Li e Xu, 1996 (Guangdong);
- M. v. malabaricus Lydekker, 1915 (India meridionale e Sri Lanka);
- M. v. menglalis Wang e Groves, 1988 (Yunnan meridionale, Myanmar, Thailandia e Laos e Vietnam meridionali);
- M. v. nigripes G. M. Allen, 1930 (Vietnam e isola di Hainan);
- M. v. yunnanensis Ma e Wang, 1988 (isola di Hainan, pianure dello Yunnan, Laos e Vietnam).

## Descrizione
Il muntjak indiano presenta un mantello breve, ma molto folto e soffice, specialmente negli esemplari che vivono nelle regioni più fredde. Il suo colore, a seconda delle stagioni, varia dal marrone scuro al giallastro e al marrone-grigiastro, ma generalmente è ocra-dorato sulla parte dorsale e bianco su quella ventrale, con gli arti marrone scuro o marrone-rossastro e la faccia marrone scuro. Le orecchie, invece, sono ricoperte di peli solo scarsamente. I maschi sono muniti di palchi molto brevi, di circa 15 cm di lunghezza e costituiti al massimo da due o tre punte, che si protendono sopra la fronte da due lunghi peduncoli ricoperti di pelo. Le femmine, invece, presentano sul capo solamente ciuffi di pelo e piccoli monconi ossei al posto dei palchi. I maschi sono inoltre dotati di due canini superiori leggermente allungati, di circa 2,5 cm, che fuoriescono dalla bocca, con i quali sono in grado di infliggere gravi ferite ad altri animali o, durante i combattimenti, a membri della stessa specie. Questa specie misura 88-134 cm di lunghezza e 38-66 cm di altezza al garrese. I maschi sono generalmente più grandi delle femmine.
La femmina del muntjak indiano è il mammifero con il più basso numero diploide di cromosomi conosciuto, 6. Il maschio, invece, ne ha 7. Tanto per fare un esempio, il muntjak della Cina (Muntiacus reevesi), parente stretto di quello indiano, ne ha 46.

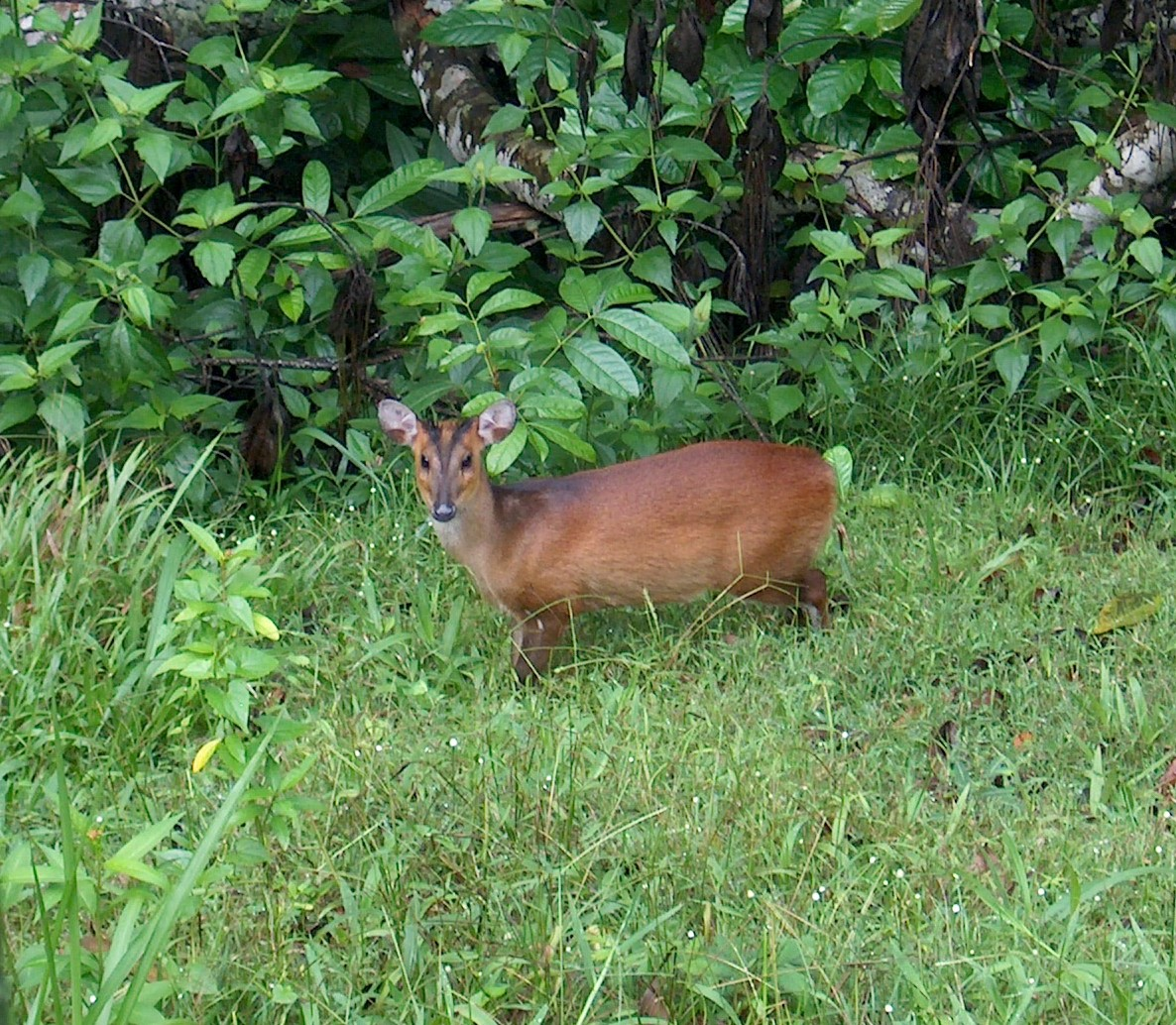
Femmina di muntjak in Sri Lanka.

## Distribuzione e habitat
Il muntjak indiano è una delle tredici specie del genere Muntiacus diffuse in Asia. Sebbene sia diffuso in tutta l'Asia meridionale, è uno degli animali asiatici meno conosciuti. I resti fossili indicano che sia comparso alla fine del Pleistocene Superiore, circa 12.000 anni fa. Vive nello Sri Lanka, in quasi tutta l'India, nel nord del Pakistan, in Nepal, Bhutan, Bangladesh, nel sud della Cina, compreso Hainan e il Tibet meridionale, e nel Sud-est asiatico (Myanmar, Thailandia, Laos, Vietnam e Cambogia), fino alla zona settentrionale della penisola malese, dove però il confine meridionale dell'areale risulta incerto; è stato introdotto anche sulle isole Andamane. È molto diffuso in ogni parte del suo areale, a esclusione del Pakistan, dove è piuttosto raro. Vive generalmente all'interno delle fitte foreste e in luoghi dove la vegetazione è particolarmente ricca, come praterie, savane, foreste decidue tropicali e boscaglie. Molti esemplari abitano anche sulle colline aperte ai piedi dell'Himalaya. Si incontra dal livello del mare fino a 2.900 m di quota, ma non si spinge mai troppo lontano dai corsi d'acqua. Generalmente ogni maschio occupa un particolare territorio, il quale può sovrapporsi a quello di varie femmine, ma mai a quello di altri maschi.

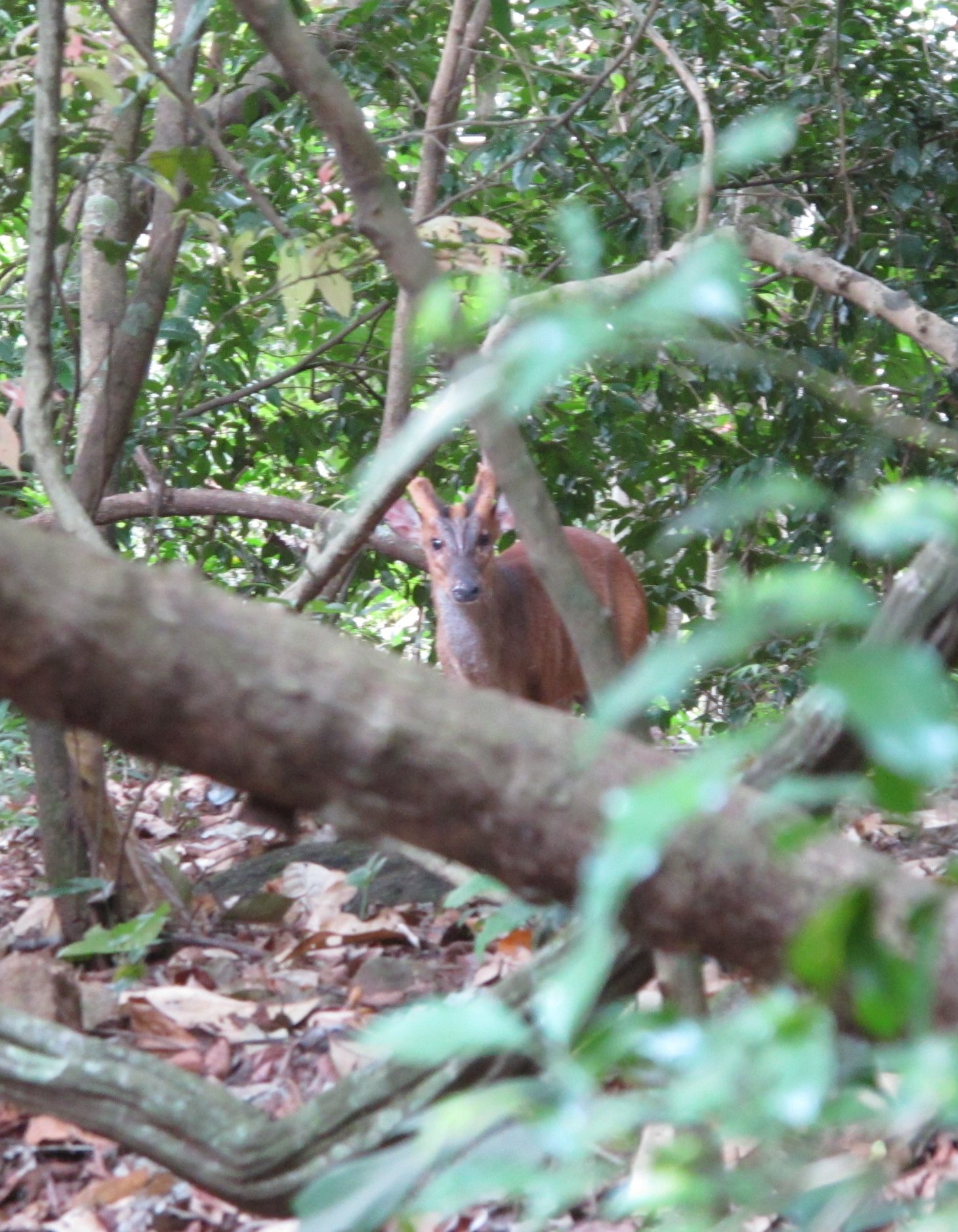
Maschio di muntjak in Sri Lanka.

## Biologia
Il muntjak indiano è un animale prevalentemente solitario e solo raramente viene avvistato in compagnia di altri conspecifici, fatta eccezione per le madri con i piccoli e per le coppie che si formano durante la stagione degli amori. Ogni maschio possiede un proprio territorio, che marca strofinando sul terreno o sugli alberi le ghiandole preorbitali (poste sulla fronte), grattando il terreno con gli zoccoli e mordicchiando con gli incisivi inferiori le radici degli alberi. Queste marcature odorose consentono ad altri muntjak di capire se una determinata area è occupata o no. I maschi combattono tra loro per il territorio, le fonti di cibo e, durante la stagione degli amori, per il diritto all'accoppiamento, utilizzando sia i corti palchi che i ben più pericolosi canini. Se un maschio non è abbastanza forte e robusto da possedere un proprio territorio, può cadere preda di leopardi o di altri predatori. Durante la stagione degli amori, i confini territoriali vengono momentaneamente ignorati e i maschi si spostano alla continua ricerca di una femmina recettiva.
I muntjak sono creature incredibilmente vigili. Quando sono nervosi o se percepiscono la presenza di un predatore, iniziano a emettere un suono simile a un latrato. In precedenza gli studiosi consideravano questo richiamo una sorta di comunicazione interspecifica durante la stagione degli amori o un richiamo d'allarme. Tuttavia, negli ultimi anni, è stato scoperto che in realtà si tratta di un vocalizzo impiegato solamente in situazioni di allerta e rivolto ai predatori, con il quale questi cervi comunicano loro di averli identificati, rendendo così vano ogni tentativo di attacco a sorpresa. Questo latrato viene emesso soprattutto quando la visibilità è ridotta e può prolungarsi per più di un'ora.
I muntjak sono attivi sia di giorno che di notte.

### Alimentazione
Il muntjak indiano è onnivoro, la cui dieta è costituita da erba, edera, arbusti spinosi, foglie poste sui rami più bassi degli alberi, corteccia, germogli, frutti, semi, tenere radici, uova di uccello, carogne e piccoli animali a sangue caldo. 
Generalmente va a pascolare ai margini della foresta o nelle radure. Nella ricerca del cibo e nei processi di ingestione è aiutato molto dai suoi grossi canini.

### Riproduzione
I muntjak indiani sono animali poligami. Le femmine divengono sessualmente mature tra il primo e il secondo anno di vita e sono poliestrali: ogni ciclo dura circa 14-21 giorni e l'estro si protrae per 2 giorni. La gestazione dura sei o sette mesi, dopo i quali viene di solito dato alla luce un unico piccolo, sebbene ogni tanto nascano anche dei gemelli. Generalmente le femmine vanno a partorire tra la fitta vegetazione, in modo da rimanere nascoste dal resto del branco e dai predatori. Il piccolo lascia la madre dopo circa sei mesi, per stabilirsi in un proprio territorio. I maschi combattono spesso tra loro per il possesso di un harem di femmine. I muntjak indiani si distinguono dagli altri ungulati per non avere una vera e propria stagione degli amori.

## Conservazione
Fin dall'antichità il muntjak indiano è sempre stato cacciato per la carne e la pelle. Attualmente, molti esemplari vengono anche abbattuti perché considerati nocivi, dal momento che danneggiano le colture e le radici degli alberi. Malgrado tutto, questo animale è ancora numerosissimo in tutta l'Asia meridionale e nella sola India, nel 2004, è stato stimato che ne vivessero 140.000-150.000 capi.